# Manicouagan

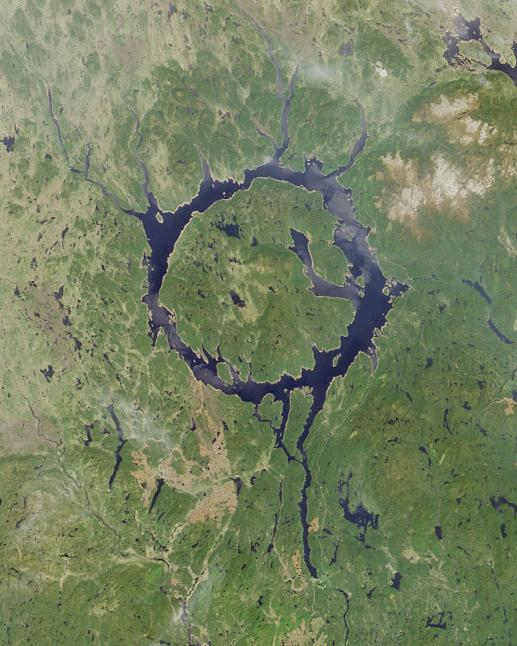
Kráter v létě

Manicouagan je největší zachovaný impaktní kráter na Zemi a zároveň je od roku 1960 součástí přehrady Manicouagan. Nachází se v Québecu v Kanadě asi 800 kilometrů severovýchodně od Montréalu. 
Je čtvrtým největším kráterem svého druhu na světě. Průměr kráteru byl v době vzniku 100 kilometrů, asteroid o průměru asi 5 kilometrů tam dopadl zhruba v triasu před 215,5 milióny let. V současnosti díky erozi a sedimentaci má kráter průměr přibližně 72 kilometrů. Vnitřek kruhového útvaru zabírá ostrov René-Levasseur o rozloze 2 020 km² s horou Mont Babel o výšce 952 metrů.
Od roku 1960 je kráter součástí vodní nádrže.